# J2 League
J2 är den näst högsta divisionen i den japanska proffsfotbollsligan J. League. Sedan säsongen 2012 innehar den 22 lag.

## Lag säsongen 2021
- Albirex Niigata
- Blaublitz Akita
- Ehime FC
- Fagiano Okayama
- Giravanz Kitakyushu
- JEF United Chiba
- Júbilo Iwata
- Kyoto Sanga FC
- Machida Zelvia
- SC Sagamihara
- Matusumoto Yamaga
- Mito HollyHock
- Montedio Yamagata
- Omiya Ardija
- Renofa Yamaguchi
- FC Ryūkyū
- Thespakusatsu Gunma
- Tochigi SC
- Tokyo Verdy
- Ventforet Kofu
- V-Varen Nagasaki
- Zweigen Kanazawa